# Filexilia marinovi
Filexilia marinovi is een eenoogkreeftjessoort uit de familie van de Ameiridae. De wetenschappelijke naam van de soort is voor het eerst geldig gepubliceerd in 1997 door Conroy-Dalton & Huys.